# Іслоч
І́слоч (біл. Іслач) — річка в Мінській і Гродненській областях Білорусі.
Довжина — 102 км, площа басейну — 1330 км². Витік річки розташований біля села Глушінци у Дзержинському районі Мінської області. Річка протікає Мінською височиною, у нижній течії — Налібоцькою пущею, після чого впадає в Західну Березину біля села Бакшти. Ширина річки — 10-40 м, долини — до 500 м, берега обриви справдешні, русло звивисте. На річці є кілька острівів. Для регулювання стоку побудовано три греблі.
Іслоч — одна з небагатьох річок країни, де водиться струмкова форель ( Salmo trutta fario).